# Estadio Víctor Antonio Legrotaglie
El estadio Víctor Antonio Legrotaglie es un recinto deportivo de fútbol ubicado en el Parque General San Martín, en la ciudad capital de la provincia de Mendoza, Argentina. En él juega como local Gimnasia y Esgrima y tiene una capacidad aproximada para albergar a 14 000 espectadores.
Es el quinto estadio más grande de la provincia, después del provincial Malvinas Argentinas (42 000), del Bautista Gargantini (24 000), del Feliciano Gambarte (18 000) y del Ingeniero Mauricio Serra (15 000).
Se encuentra ubicado en la intersección de las avenidas Boulogne Sur Mer y Carlos Washington Lencinas, sobre esta última.

## Historia
Fue inaugurado el 25 de marzo de 1934, en un partido amistoso entre el Gimnasia y Esgrima de Mendoza y Gimnasia y Esgrima de Santa Fe que convocó a 20 000 personas (en ese entonces la capacidad del estadio era de 21 000 espectadores). Dicho encuentro terminó empatado 2 a 2.
Lleva el nombre del jugador más emblemático de la institución, Víctor Antonio Legrotaglie.
Al principio el estadio, además de usarse para eventos futbolísticos, se lo utilizó (en la década del '30, más precisamente en 1936) para celebrar el primer Acto Central de la Fiesta Nacional de la Vendimia.
Durante la gestión de Pablo Antonicelli, elegido presidente del club en 1962, se construyó la tribuna Este, que desde el 9 de diciembre de 1989 lleva su nombre.
Gimnasia fue el primer club en todo Cuyo que tuvo iluminación artificial en su estadio. La misma fue inaugurada un sábado 13 de febrero de 1943 en un partido nocturno contra Lanús, donde el encuentro terminó igualado 1 a 1. Pero luego sobrevino un largo período en el que solo se pudo jugar de día, hasta que la luz se hizo de nuevo, la moderna iluminación del estadio, se presentó el 12 de enero de 2009, bajo la presidencia de Hugo Guzzo, en un partido amistoso ante Sportivo Del Bono de San Juan.

## Remodelación
En 2011, el estadio fue sometido a una remodelación que incluyó la creación de un bufet y un gimnasio debajo de la platea oeste, la creación de una fosa perimetral que rodea la tribuna popular este y sur que permitió la erradicación del alambrado perimetral, el re-acondicionamiento y resembrado del césped del terreno de juego, el restablecimiento de las pinturas de las tribunas y partes interiores y exteriores del estadio. Además, se modificaron y mejoraron los bancos de suplentes, se restauró y acondicionó la sede social con mobiliario y mejor tecnología, y se crearon baños nuevos para los hinchas y una cancha auxiliar de césped sintético en la parte de plateas. Adicionalmente se construyeron camarines tanto para el equipo local (Gimnasia y Esgrima) como para el visitante y los árbitros. También se creó un acceso por calle Avenida del Libertador, para ingresar a la popular local este del estadio, y poder así evitar inconvenientes entre la hinchada local y la visitante.

### Reinauguración
La reinauguración del estadio se produjo un 28 de enero de 2012 cuando el Lobo mendocino se enfrentó a Sportivo Del Bono en la fecha 17 de la temporada 2011-12 del Torneo Argentino B, a quién le ganó 5-0, brindándo un buen espectáculo ante unos 2500 hinchas aproximadamente.

### Bautismo de la platea oeste
El 14 de marzo de 2015, luego de la ampliación y remodelación de la platea oeste del estadio se llevó a cabo el bautismo oficial de la misma. La platea alta pasó a llamarse «Juan Gilberto Funes», delantero que se transformó en ídolo para el club, mientras que las ubicadas más al norte y sur se las denominó «Samuel Kolton» y «Salem Nazar» respectivamente, ambos expresidentes del Blanquinegro.

## Eventos deportivos

### Sudamericano Sub-15 de 2017

#### Primera fase
| 12 de noviembre de 2017, 16:30 | Ecuador    | 1:1 (1:0) | Perú     | Estadio Víctor Antonio Legrotaglie, Mendoza |                               |
|                                | Acosta 31' | Reporte   | Celi 67' | Árbitro(s): Arnaldo Samaniego               | Árbitro(s): Arnaldo Samaniego |

| 12 de noviembre de 2017, 21:00 | Brasil                                           | 3:1 (2:0) | Venezuela | Estadio Víctor Antonio Legrotaglie, Mendoza |                        |
|                                | Kaká 25' · Reinier Jesus 40' · Ivonei Junior 70' | Reporte   | Peña 72'  | Árbitro(s): Piero Maza                      | Árbitro(s): Piero Maza |